# Sauropus bacciformis
Sauropus bacciformis är en emblikaväxtart som först beskrevs av Carl von Linné, och fick sitt nu gällande namn av Airy Shaw. Sauropus bacciformis ingår i släktet Sauropus och familjen emblikaväxter. Inga underarter finns listade i Catalogue of Life.